# Jamorko Pickett
Jamorko Pickett (ur. 24 grudnia 1997 w Waszyngtonie) – amerykański koszykarz, występujący na pozycji niskiego skrzydłowego, od 2022 zawodnik Grand Rapids Gold.
20 września 2022 został zawodnikiem Grand Rapids Gold.

## Osiągnięcia
Stan na 12 października 2023, na podstawie, o ile nie zaznaczono inaczej.
NCAA
- Uczestnik rozgrywek turnieju NCAA (2021)
- Mistrz turnieju konferencji Big East (2021)
- Zaliczony do I składu najlepszych pierwszorocznych zawodników Big East (2018)
- Lider Big East w liczbie zbiórek w obronie (158 – 2021)[4]